# Baraminologie
Im Kreationismus ist die Baraminologie, gelegentlich auch Typologie oder Systematik der Diskontinuität der Versuch,  Schöpfungswesen, Gruppen von Tieren und andere Wesen als gemeinsam zuzuordnen oder voneinander abzugrenzen.
Der Ausdruck wurde 1990 von Kurt P. Wise benutzt, basierend auf dem von Frank Lewis Marsh im Jahre 1941 geprägten Kunstwort Baramin, zusammengesetzt aus den hebräischen Wörtern bara (erschaffen) und min (Art). Diese Systematik beabsichtigte, die unterschiedlichen Arten darzustellen, die die Bibel beschreibt. Diese tauchen besonders in dem Buch Genesis auf, in den Beschreibungen der Schöpfungsgeschichte und der Arche Noah, im „Leviticus“ und Deuteronomium als Unterscheidung zwischen „rein“ und „unrein“.
Diese Theorie wurde scharf kritisiert für ihren Mangel an Tests und für ihre nachträgliche Datenabwandlung, damit die Ergebnisse besser zur Theorie passten.

## Klassifikation
Baraminologie strebt an, mit vier Begriffen Arten oder Gruppen zu bilden und zu unterscheiden:
- Holobaramin
- Monobaramin
- Apobaramin
- Polybaramin

### Holobaramin
Ein Holobaramin ist eine ganze Gruppe (der Vergangenheit und Gegenwart), die eine gemeinsame Abkunft besitzen und daher genetisch miteinander verwandt ist. Als Beispiel, Menschen bilden ein Holobaramin, weil sie (nach Auffassung der Kreationisten) als einzelne Art erschaffen wurden und daher keine Verwandtschaft nach Abkunft und Genetik mit anderen Tieren teilen.
Im Gegensatz hierzu ist die Universale Abstammungstheorie eine etablierte und getestete wissenschaftliche Theorie, die voraussetzt, dass alles Leben von einem gemeinsamen Ursprung ausgeht (und somit, in Worten der Baraminologie ausgedrückt, ein Holobaramin bildet). Jedenfalls werden sowohl Kladistik (das Forschungsfeld, das sich der Erforschung gemeinsamer Abstammung widmet) und transitionale (Übergangs-)Fossilien von den Baraminologen abgelehnt.

### Monobaramin
Ein Monobaramin ist irgendein Teil eines Holobaramin.  Als Beispiel können Hunde als Monobaramin angesehen werden, als Teil des Holobaramins der canidae (Hundeartigen), das ebenso Wölfe einschließt. Der Ausdruck ist sehr lose definiert, und auch ein paar wenige Individuen einer Art zählen als ein Monobaramin.

### Apobaramin
Ein Apobaramin ist irgendeine Anzahl kompletter Holobaramine, gemeinsam gruppiert. Beispiel: alle Tiere werden als Apobaramin bezeichnet (in der Auffassung des Kreationismus); sie waren keine einzelne Art zum Zeitpunkt ihrer Erschaffung. Dieses Konzept existiert nicht in der evolutionären Biologie, in der alle Organismen eine gemeinsame Abstammung teilen.

### Polybaramin
Ein Polybaramin ist eine Gruppe, die aus unterschiedlichen Holobaraminen zusammengesetzt ist.  Als Beispiel, die Säugetiere, die momentan in Nordamerika leben, bilden ein Polybaramin. Wie ein Monobaramin ist dieses ebenso lose definiert; Wayne Friar gibt als Beispiel "Repräsentanten aller menschlichen Rassen, die zwei Arten der Tauben, ein Hund, ein Löwe, ein Tiger und eine Sonnenblume." Wie bei den anderen Konzepten existiert hierzu kein Äquivalent in der evolutionären Biologie.

## Unterscheidung der Geschaffenen Arten
Die Frage einer Abgrenzung zwischen Baraminen ist Gegenstand vieler Diskussionen und Debatten zwischen Kreationisten-Biologen. Eine Anzahl von Kriterien wurde aufgezeigt.

### Frühe Bemühungen einer Abgrenzung
Das traditionelle Kriterium der Mitgliedschaft in einem Baramin war die Fähigkeit, Hybride und lebendigen Nachwuchs zu zeugen.  Frank Lewis Marsh prägte den Begriff Baramin in seinem Buch Fundamental Biology (1941) und erweiterte ihn zum Konzept in Evolution, Creation, and Science (c. 1944), in welchem er aufzeigte, dass Hybridisierung eine hinreichende Bedingung sei für die Mitgliedschaft in demselben Baramin. Jedenfalls zeigte er auf, dass dies keine notwendige Bedingung war, denn Spezies der Drosophila waren beobachtet worden, dass sie eine Hybridisierung abschnitten. 1993 schlug der deutsche Mikrobiologe Siegfried Scherer die gemeinsame Fähigkeit von Lebewesen, mit einer dritten Art zu hybridisieren, als Kriterium vor.

### Baramin-Abstand
Um diese Methode zu verfeinern, wurde das Konzept eines „Baramin-Abstands“ vorgeschlagen. Die anfängliche Studie von Robinson und Cavanaugh erprobte verschiedene Methoden der Catarrhinen Primaten, einschließlich genetischer Tests und Tests basierend auf der Ökologie und Morphologie. Jedenfalls ist ein Kriterium zur Abgrenzung eines Baramin, wenn das Schrifttum besagt, dass diese zwei Gruppen getrennt seien. Also wurden Methoden, die Menschen nicht von Tieren separierten, verworfen.

## Wissenschaftlicher Status
Die Inhalte der Baraminologie spielen in der wissenschaftlichen Forschung aus dem Bereich der Zoologie und Botanik keine Rolle.